# Suzanne Noël
Suzanne Blanche Gros Noël (Laon, 11 de noviembre de 1878 – París, 31 de enero de 1954), también conocida como Madame Noël, fue una de las primeras cirujanas plásticas francesas. Es conocida por su eficiente técnica de estiramiento facial, conocida como la “pequeña operación” y tuvo una carrera que se extendió desde 1916 hasta 1950. Noël fue también una activa feminista, doctrina que consideraba esencial para ejercer la cirugía estética. En 1930, se convirtió en la primera presidenta de la Federación Europea de Soroptimist International, una organización de mujeres fundada por Violet Richardson Ward en 1921.

## Trayectoria
Nació el 19 de enero de 1878 en Laon, Francia y fue hija única de una familia adinerada. A los diecinueve años se casó con Henri Pertat, un médico nueve años mayor que ella. En 1905, empezó a recibir clases de medicina para trabajar con su marido. Fue una buena estudiante, de manera que en 1912, tras el nacimiento de su hija, aprobó el "Internat des Hospitaux de París". Fue la cuarta de sesenta y siete estudiantes en aprobar este examen. En 1919, su primer marido murió y se casó con un compañero estudiante de dermatología, André Noёl. Sin embargo, su matrimonio duró poco ya que, tras la muerte de su hija, André se arrojó al río Sena delante de Suzanne.
Noёl se interesó por la cirugía estética cuando vio que la actriz francesa Sara Bernhardt, de más de sesenta años, había regresado de un viaje "bastante rejuvenecida" en 1912. Noёl comenzó a pellizcar su piel para ver si podía lograr el mismo efecto. Posteriormente experimentó con conejos anestesiados. Cuando en 1916 Noël comenzó sus prácticas, se le permitió realizar cirugías faciales a soldados heridos durante la Primera Guerra Mundial. Se especializó en operar cicatrices desfigurantes y en el rejuvenecimiento de rostros arrugados.
Como la mayoría de los hospitales no querían tener un médico especializado solo en cirugía estética, decidió establecer una clínica en su casa. Su práctica se limitaba a cirugías menores como estiramientos faciales y correcciones de párpados. Su famosa "pequeña operación" era una técnica que consistía en hacer pequeñas incisiones invisibles a lo largo de la línea del cabello antes de suturar la piel lo suficiente como para crear tensión, sin extirpar ningún tejido subyacente. Se hizo famosa por atraer a su clínica a "personas de renombre mundial del mundo de la moda y de la aristocracia europea". 
Al comienzo de la Segunda Guerra Mundial, dejó la consulta de su casa y comenzó a trabajar en la Clínica de Bluets en París. Allí empezó a realizar cirugías más atrevidas como remodelar los senos, adelgazar el abdomen y los brazos, extirpar la grasa de las piernas y eliminar las arrugas de las manos inyectando una solución esclerosante en los vasos sanguíneos. La preocupación de Noël por el bienestar de sus pacientes se extendía más allá de la cirugía, ya que hacía incisiones detrás de la línea del cabello o teñía el vendaje para que coincidiera con el color de su cabello. Incluso llegaba a sugerir a sus pacientes que cambiaran su peinado o compraran un sombrero nuevo para no tener que dar explicaciones a los amigos y familiares que no estaban al tanto de la cirugía. En 1926, escribió un manual de cirugía plástica que fue ampliamente difundido.

## Reconocimientos
Noёl fue galardonada con la Legión de Honor del Ministerio de Asuntos Exteriores francés por ser "doctora de habilidades inusuales". Este fue un paso importante para las cirujanas en un momento en el que las mujeres luchaban por afianzarse en el campo de la medicina. Noёl también creía en el derecho de una mujer a votar, e incluso lo comparó con el derecho de cambiar una "cara fea" o un "cuerpo humillante". Consideraba que cada mujer debía poder tener una apariencia juvenil y elegir su propio destino como mejor le pareciera. En un intento de obtener este derecho, organizó una huelga para pagar impuestos, ya que creía que la gente no debía pagar impuestos por cosas que estaban fuera de su control.

## Soroptimism
En 1923, Noël se interesó por el Soroptimism, un movimiento de mujeres profesionales. En 1924, fundó en París uno de los primeros clubes de Europa. Posteriormente, fundó sedes en otras diez capitales europeas y en 1930 se convirtió en la primera presidenta de la Federación Europea de Soroptimist International. Viajó por todo el mundo hasta el final de su vida apoyando el Soroptimism. Después de su muerte, se estableció un fondo a su nombre dentro del SIE cuyo objetivo principal es cubrir los gastos de formación de médicas interesadas en la cirugía plástica y reconstructiva.